# 住民基本台帳
住民基本台帳（じゅうみんきほんだいちょう）とは、市町村長または特別区区長が、域内の住民全体の「住民票（個人を単位として作成）」を世帯ごとに編成し作成する公簿である（住民基本台帳法第6条1項）。災害時には、最新の住民基本台帳情報に基づいて、安否確認・捜索がなされる。

## 概要
「台帳」と銘打っているが全自治体で電算化されている。システム故障時のためのバックアップ用や閲覧用（住所・氏名・性別・生年月日のみ記載）としては紙ベースの台帳が整備されている。
適当であると認めるときは、世帯を単位として住民票を作成することも出来る（住民基本台帳法第6条2項）。
住民基本台帳（住民票）は、住所を公に証明することを目的とした制度であるため、住民基本台帳の写しの閲覧が認められている（住民基本台帳法第11条、11条の2）。なお、閲覧が認められているのは一部の項目（氏名・生年月日・性別・住所の4項目）のみである。
かつては、住民基本台帳閲覧については、法令上の制限が厳格に定められていなかったが、プライバシーの観点から自治体の職権で閲覧を制限する自治体もあり、条例により制限している自治体もあった。こうしたことから、2006年（平成18年）1月1日に住民基本台帳法が改正され、住民基本台帳の写しの閲覧は、公益性のある統計調査・世論調査・学術研究、公共的団体が行う地域住民の福祉の向上に寄与する活動、官公署が職務上行うときのみに許可されることとなった。

## 外国人住民に係る事項
外国人住民に係る入管法等改正法が2012年（平成24年）7月9日に施行されることに伴い、「住民基本台帳法の一部を改正する法律」が施行され、外国人住民は住民基本台帳法の適用対象に加えられた。これにより外国人住民についても住民票が作成され、日本人住民と外国人住民の住民票が世帯ごとに編成され、住民基本台帳が作成されることとなった。
住民票作成において外国人は、次の4つに区分される。
- 中長期在留者：在留資格をもって在留する外国人で、3月以下の在留期間が決定された者や短期滞在・外交・公用の在留資格の者等以外の者。「在留カード[5]」が交付される。
- 特別永住者：入管特例法により定められている特別永住者。「特別永住者証明書[6]」が交付される。
- 一時庇護許可者又は仮滞在許可者：難民の可能性がある場合一時庇護のための上陸許可を受けた者（一時庇護許可者）。難民認定申請を行い仮滞在を許可された者（仮滞在許可者）。
- 出生による経過滞在者又は国籍喪失による経過滞在者：出生又は日本国籍の喪失により日本国に在留することとなった外国人。

外国人住民に係る住民票の記載事項は、日本人同様、氏名・出生の年月日・男女の別・住所等の基本事項の他に、国民健康保険や国民年金等の被保険者に関する事項が記載される。さらに外国人住民特有の事項として、国籍等の情報が記載される。また住民票における外国人の4つの区分（上記）に応じて、在留カードの番号、特別永住者証明書の番号、仮滞在許可を受けた者の仮滞在期間、出生による経過滞在者又は国籍喪失による経過滞在者である旨、が記載される。
通称名は、法律施行前の総務省における実務研究会では、通称名の使用実態の立証資料を確認し、記載については「外国人登録における取扱いにならい、住民票の氏名欄に括弧書きで記載する」としている。また住民票の閲覧や写し発行において「通称名のみは認めない」としている。通称の利用履歴についても転出証明書を活用し、転出入の地方自治体間で引継ぎを行い、当該履歴を住民票に記載するとした。